# Kate Johnson
Katherine Johnson (ur. 18 grudnia 1978) – amerykańska wioślarka. Srebrna medalistka olimpijska z Aten.
Zawody w 2004 były jej jedynymi igrzyskami olimpijskimi. W stolicy Grecji medal zdobyła w ósemce. W 2002 zdobyła złoty medal mistrzostw świata w tej konkurencji.